# Ravmuseet i Oksbøl
Ravmuseet i Oksbøl var et museum i Oksbøl, der udstillede rav. Det var en del af Museet for Varde By og Omegn. 
Ravmuseet i Oksbøl er nu flyttet til Tirpitz Museum ved Tirpitz-stillingen. 
Museet har udstillet rav i forskelle former og størrelser, og med insekter fanget i. Der er også adskillige smykker, hvoraf nogle stammer fra stenalderen og genstande udført i rav. Ligeledes er der information om hvordan harpiks bliver til rav.
Desuden er der et meget stort maleri udført af Otto Frello, der viser kunstnerens fortolkning af skove på dinosaurernes tid.
Den 1. juli 2014 blev museet udsat for et indbrud, hvor der blev stjålet ravsmykker for over en million kroner. Mere end 100 genstande blev stjålet, heriblandt omkring 5 kg rav, der blev fundet af en enkelt person på én dag. Året efter fik museet 1,4 mill. i forsikringspræmie til at dække stjålne genstande.